# Мугалжар (село)
Мугалжар (каз. Мұғалжар, до 199? — Мугоджарское) — село в Мугалжарском районе Актюбинской области Казахстана. Административный центр и единственный населённый пункт Мугалжарского сельского округа. Код КАТО — 154857100.
Добыча строительного и отделочного камня.

## Население
В 1999 году население села составляло 1630 человек (825 мужчин и 805 женщин). По данным переписи 2009 года, в селе проживало 2118 человек (1096 мужчин и 1022 женщины).